# Polens administrativa indelning

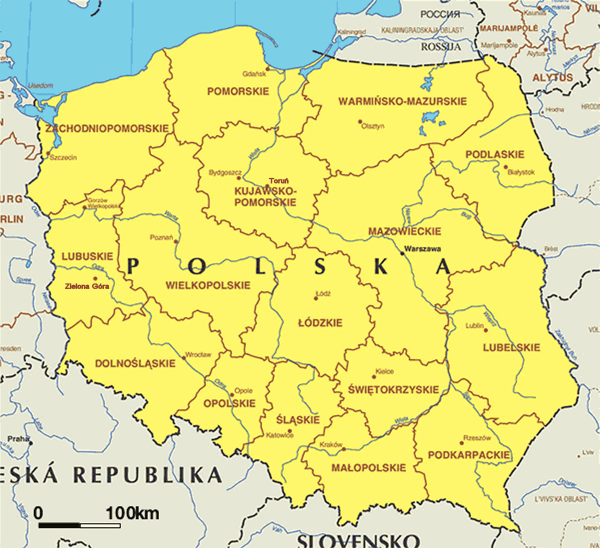
Polens vojvodskap

Polens administrativa indelning baseras sedan 1999 på tre nivåer. Polen är enligt konstitutionen en enhetsstat. Territoriet delas in i vojvodskap (provinser), därinunder powiat (län) och underst gmina (kommuner).  Större städer har slagit samman de två understa nivåerna till en.
År 2013 hade Polen 16 vojvodskap, 379 powiater (inklusive 65 städer med powiatstatus) och 2 479 kommuner.

## Vojvodskap
Högsta indelningsnivån är i vojvodskap – polska: sing. województwo, plur. wojewodztwa, från det polska ordet för hertigdöme. De officiella namnen på vojvodskapen skrivs på polska som adjektiv, med liten begynnelsebokstav. Ett vojvodskap sköter bland annat frågor kring regional utveckling, statliga myndigheters regionala representation och katastrofhantering. Vojvodskapet har dels en vojvod, närmast motsvarande en svensk landshövding eller guvernör, som är statens utsedde representant i regionen, dels en sejmik (regionfullmäktige) med folkvalda representanter. Regionen leds på den politiska nivån av en marszałek województwa (vojvodskapsmarskalk) som är ordförande för regionstyrelsen.
| Administrativa symboler | Svenskt namn                 | Polskt namn                     | Yta (km²) | Folkmängd (2003) | Residensstad                      |
| ----------------------- | ---------------------------- | ------------------------------- | --------- | ---------------- | --------------------------------- |
| - Flagga - Vapen        | Ermland-Masuriens vojvodskap | województwo warmińsko-mazurskie | 24 191    | 1 428 000        | Olsztyn                           |
| - Flagga - Vapen        | Kujavien-Pommerns vojvodskap | województwo kujawsko-pomorskie  | 17 969    | 2 068 000        | Bydgoszcz, Toruń                  |
| - Flagga - Vapen        | Lillpolens vojvodskap        | województwo małopolskie         | 15 108    | 3 253 000        | Kraków                            |
| - Flagga - Vapen        | Łódź vojvodskap              | województwo łódzkie             | 18 219    | 2 597 000        | Łódź                              |
| - Flagga - Vapen        | Lublins vojvodskap           | województwo lubelskie           | 25 155    | 2 191 000        | Lublin                            |
| - Flagga - Vapen        | Lubusz vojvodskap            | województwo lubuskie            | 13 984    | 1 009 000        | Gorzów Wielkopolski, Zielona Góra |
| - Flagga - Vapen        | Masoviens vojvodskap         | województwo mazowieckie         | 35 597    | 5 136 000        | Warszawa                          |
| - Flagga - Vapen        | Nedre Karpaternas vojvodskap | województwo podkarpackie        | 17 926    | 2 097 000        | Rzeszów                           |
| - Flagga - Vapen        | Nedre Schlesiens vojvodskap  | województwo dolnośląskie        | 19 948    | 2 898 000        | Wrocław                           |
| - Flagga - Flagga       | Opole vojvodskap             | województwo opolskie            | 9 412     | 1 055 000        | Opole                             |
| - Flagga - Vapen        | Podlasiens vojvodskap        | województwo podlaskie           | 20 180    | 1 221 000        | Białystok                         |
| - Flagga - Vapen        | Pommerns vojvodskap          | województwo pomorskie           | 18 293    | 2 189 000        | Gdańsk                            |
| - Flagga - Vapen        | Schlesiens vojvodskap        | województwo śląskie             | 12 331    | 4 715 000        | Katowice                          |
| - Flagga - Vapen        | Storpolens vojvodskap        | województwo wielkopolskie       | 29 826    | 3 359 000        | Poznań                            |
| - Flagga - Vapen        | Święty Krzyż vojvodskap      | województwo świętokrzyskie      | 11 672    | 1 291 000        | Kielce                            |
| - Flagga - Vapen        | Västpommerns vojvodskap      | województwo zachodniopomorskie  | 22 902    | 1 696 000        | Szczecin                          |

## Powiat
Vojvodskapen är i sin tur indelade i distrikt (sing. powiat, plur. powiaty), en form av sekundärkommun närmast motsvarande Sveriges landsting. Powiater styrs av ett direktvalt råd (rada powiatu). Högsta verkställande organ är starostwo, distriktsstyrelsen, under ledning av en starosta ("ståthållare") som väljs av rådet. I större städer är denna nivå sammanslagen med primärkommunen, så att inga separata organ för powiatet finns. 
Till powiaternas uppgifter hör bland annat utbildning inom skolans senare stadier, kollektivtrafik och sjukvård.

## Gmina
Powiater är underindelade i flera kommuner (gmina, pl. gminy), som är Polens primärkommuner. Ordet gmina kommer från det tyska Gemeinde. De större städerna kan dock bestå av enbart en enda stadskommun som dessutom har powiatstatus, så att de två administrativa nivåerna därmed är sammanslagna. Man skiljer mellan stadskommuner, med bara en stad, stads- och landskommuner, som består av en stad med omkringliggande landsbygd, samt landskommuner, som saknar städer. En polsk kommun på landsbygden kan vara relativt liten jämfört med en svensk kommun, och har ofta endast några tusen invånare.
Till kommunernas uppgifter hör bland annat skolans lägre stadier, socialhjälp, lokala planfrågor och lokal infrastruktur.

## Kommundelar
I Polen har kommundelarna en underordnad status som administrativ enhet. Till skillnad från primärkommunerna är en kommundel inte en juridisk person och har endast de befogenheter som delegerats av den lokala kommunen.
Sołectwo är den polska termen för en kommundel på landsbygden. En sådan består oftast av en eller flera byar och leds av en sołtys ("byfogde" eller "byäldste") som ordförande för ett direktvalt rada sołecka ("byråd"), som ansvarar för vissa lokala kommunala uppgifter, som exempelvis fritidsverksamhet och lokal implementering av kommunala beslut. 
I städer kallas de administrativa stadsdelarna osiedle ("bostadsområde") eller dzielnica ("stadsdelsområde"). Indelningen beslutas av kommunfullmäktige och varierar mellan olika städer: Warszawa har till exempel 18 dzielnice där varje stadsdelsområde har sin egen borgmästare. Vissa städer, exempelvis Szczecin, har ett tvånivåsystem där ett större dzielnica indelas i flera osiedla, andra har enbart en nivå av underindelning.

## Historia

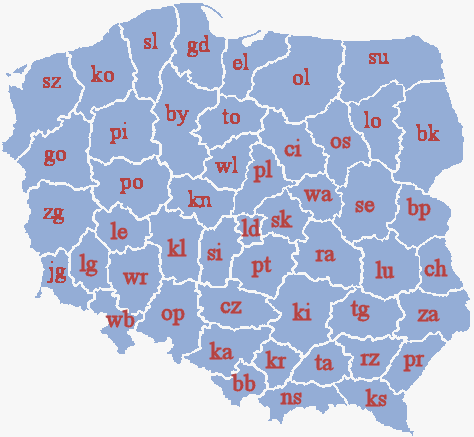
Polen indelades mellan 1975 och 1998 i 49 vojvodskap, som i sin tur direkt underindelades i kommuner.

Begreppet powiat motsvaras närmast av det tyska Landkreis, och många tidigare tyska powiathuvudorter i nuvarande västra Polen var även under tyskt styre kretsstäder. 
Under den andra polska republiken (1919–1939) indelades Polen i totalt 17 vojvodskap, 264 powiater, 611 stadskommuner och 3195 landskommuner, samt 40 533 gromada (byråd).
Mellan 1954 och 1972 ersatte gromada kommunerna som lägsta administrativa nivå, men därefter återinfördes kommunerna.
Powiater som administrativ nivå avskaffades 1975, då Polen indelades i 49 vojvodskap, döpta efter respektive huvudort. Denna indelning gällde fram till och med 1998.
Vid den administrativa reformen 1999 slogs de tidigare vojvodskapen åter ihop till 16 större vojvodskap som uppkallades efter de geografiska regionerna. Samtidigt återinfördes även powiater som administrativ nivå mellan kommunerna och vojvodskapen.